# ロケーション (映画)
『ロケーション』は、1984年公開の日本映画。松竹製作の森﨑東監督作品。

## 概要
ピンク映画のスチールカメラマン津田一郎の著書『ザ・ロケーション』（晩声社・刊）を原作にした映画作品。ピンク映画制作を軸にしたコメディであるが、サスペンス、人間ドラマ的要素も盛り込まれている。チーフ助監督役を務めた竹中直人の一般映画デビュー作でもある。

## あらすじ
ピンク映画のカメラマンである小田辺（西田敏行）は、妻で主演女優の奈津子（大楠道代）が自殺未遂し、撮影がストップし困りはてていた。たまたまロケ現場として借りた連れ込み宿の掃除婦笑子（美保純）を強引に主演女優の代役にしたてて、撮影を続行させる。しかし撮影中、監督（加藤武）は病気で倒れ、笑子は自分の田舎に墓参りに帰るので撮影は降りると言い出す。笑子の帰郷を逆手にとり、ロケ場所を笑子の故郷である福島の湯本に代え、その場その場で脚本を変えながら撮影していく。

## キャスト
- 小田辺子之助（べーやん・カメラマン） - 西田敏行
- 奈津子 - 大楠道代
- テル子 - 大楠道代
- 及川笑子 - 美保純
- 紺野(脚本家) - 柄本明
- ダボ(チーフ助監督) - 竹中直人
- 赤岩 - 佐藤B作
- 保母さん - 和由布子
- 原(監督) - 加藤武
- タケ(セカンド助監督) - アパッチけん
- ケンちゃん(スチール兼ドライバー) - ふとがね金太
- 米さん(照明技師) - 大木正司
- 石やん(撮影助手) - 草見潤平
- 五大(男優) - 河原さぶ
- ジーナ(女優) - イヴ
- ET(照明助手) - パルコ（葉月パル）
- 高田(男優) - 角野卓造
- 立札(男優) - 花王おさむ
- 診療所の医者 - 森塚敏
- 神山教頭 - 大塚国夫
- 笛子(女優) - 麻生隆子
- 犬丸 - 殿山泰司
- サタ - 初井言榮
- 梅子 - 根岸明美
- かつ江 - 乙羽信子
- 金蔵 - 愛川欽也
- 信用金庫の支店長代理 - 大林隆介
- ロケ見物の若い保母 - 和由布子
- 矢田(配給会社社員) - 矢崎滋
- タケを怒鳴るオバサン - 岩倉高子

## スタッフ
- 製作 - 中川滋弘、赤司学文
- 監督 - 森﨑東
- 脚本 - 近藤昭二 森崎東
- 原作 - 津田一郎「ザ・ロケーション」(晩声社・1980年)
- 撮影 - 水野征樹
- 撮影助手 - 原一男
- 音楽 - 佐藤允彦
- 美術 - 福留八郎
- 録音 - 武進
- 調音 - TESS
- 照明 - 長田達也
- 編集 - 近藤光雄
- 助監督 - 須藤公三
- スチル - 金子哲也
- 協力 - いわき市観光協会　常磐ハワイアンセンター